# Ліпно (Свентокшиське воєводство)
Ліпно (пол. Lipno) — село в Польщі, у гміні Окса Єнджейовського повіту Свентокшиського воєводства.
Населення — 297 осіб (2011).
У 1975-1998 роках село належало до Келецького воєводства.

## Демографія
Демографічна структура на день 31 березня 2011 року:
|          | Загалом | Допрацездатний вік | Працездатний вік | Постпрацездатний вік |
| -------- | ------- | ------------------ | ---------------- | -------------------- |
| Чоловіки | 153     | 23                 | 102              | 28                   |
| Жінки    | 144     | 18                 | 79               | 47                   |
| Разом    | 297     | 41                 | 181              | 75                   |